# Klapok (taniec)
Klapok – taniec ludowy m.in. z Łowickiego. W wariancie łowickim melodia klapoka jest w rytmie parzystym.